# 鳥居強右衛門
鳥居強右衛門（1540年—1575年5月16日、天文9年－天正3年5月16日）是日本戰國時代的足輕步兵，為三河國豪族奧平氏的士兵。又名勝商（かつあき），通稱強右衛門。

## 經歷

### 出身
鳥居強右衛門並非一國大名或將領，而只是一介足輕（日本戰國時期的步兵），其登上歷史舞台的場合，主要是在天正3年（1575年）發生的長篠之戰，除此以外，歷史記載對他的人生所知並不多。根據現存的少量資料可知，強右衛門出生於三河國寶飯郡（現愛知縣豐川市市田町），最初是由德川氏派遣到奥平家的陪臣，他在長篠會戰參戰時的虛齡約為36歲左右。
奧平家是當時三河國的小大名，相繼效忠於今川氏和德川氏，不過，由於鄰近的甲斐武田氏在元龜年間，大舉攻伐周邊國家，因此奧平家亦曾經短暫從屬在其麾下。不久，鑑於「甲斐之虎」武田氏當主武田信玄驟逝，奧平家察覺其死訊後，便再次返回（寢返）到德川家陣營，結果惹來信玄繼承人武田勝頼的盛怒。
強右衛門的主君，是奧平家當主奥平貞能的年僅23歲的嫡子，貞昌（奥平信昌），負責守備東三河國的長篠城，由於該城接壤武田氏的信州伊那郡領土，屬於防守要塞，也因此首當其衝面臨敵軍挑戰。天正3年5月份，勝頼率領為數1萬5000人的武田大軍圍攻該城，奧平方雖然受德川家康託付死守，但城兵合計僅得約500人，雙方軍力懸殊。

### 長篠城困
5月8日武田氏開始圍城，並在11、12及13日展開攻擊，由於長篠城三邊被川流和峭壁包圍，對強右衛門等防守方比較有利，武田軍的正面進攻並不順利。5月13日，武田軍改變策略，決定襲擊位於城內北側的糧倉，射出大量燃火箭矢，最終成功把兵糧庫燒成灰燼。
失去儲糧的長篠城情勢急轉直下，無法再抵抗長期圍城，面臨在數日之內陷落的危機。城主貞昌不得已，惟有採用最後手段，向坐鎮在岡崎城本陣的大將家康送出使者，表達城內的困境，並嘗試請求增援。然而，當時武田大軍在城外已經佈置下十重、二十重的兵力駐紮，故此要避開層層敵人，遠赴岡崎城求得援軍，城中眾人都認為接近不可能，對此寄望亦不大。
就在城裡眾人陷入沉默和絕望時，鳥居強右衛門承擔了這項困難的任務，擔任死士突出重圍，雖然他沒有重要職位，只是一般的足輕雜兵，和城內德川監軍將領，以及奧平一族武將相比，地位十分輕微，但由於正值分秒必爭的危急關頭，城裡並沒人提出反對或質疑，只能夠對這行動屏息靜待。
5月14日深夜，擅長泳術的強右衛門趁夜色之便，從城裡下水口的不淨門（罪犯、屍體與穢物的閘口）出發，潛入護城河中，成功躲避武田軍耳目的警戒監視。翌晨，強右衛門經水流湍急的淹川及宇連川，往下游數公里處渡河後，成功登上對岸的雁峰山，他隨即點燃烽火，作為通知城內他成功逃出的信號，並馬上攀山路趕赴岡崎城求援。幸運地，強右衛門到達岡崎城時，德川方盟友尾張國大名織田信長，也剛帶領3萬援軍抵達岡崎城，準備於翌日以總勢3萬8000人的織田．德川聯軍，開進到長篠方向與武田氏決戰。
強右衛門獲得信長、家康一同接見，並獲承諾援兵將在短期內出發，為長篠城解圍，大喜過望的強右衛門一刻不待，為了盡早讓同僚得悉喜訊，振奮城內士氣，也避免被世間認為是藉故離城的逃兵，他沒有留在岡崎城稍息，立即急忙地趕返長篠城。當時，由長篠城到岡崎城的徒步路途，單程約65公里，換言之強右衛門在一日多的時間內，往復共走了130公里山道之遙。

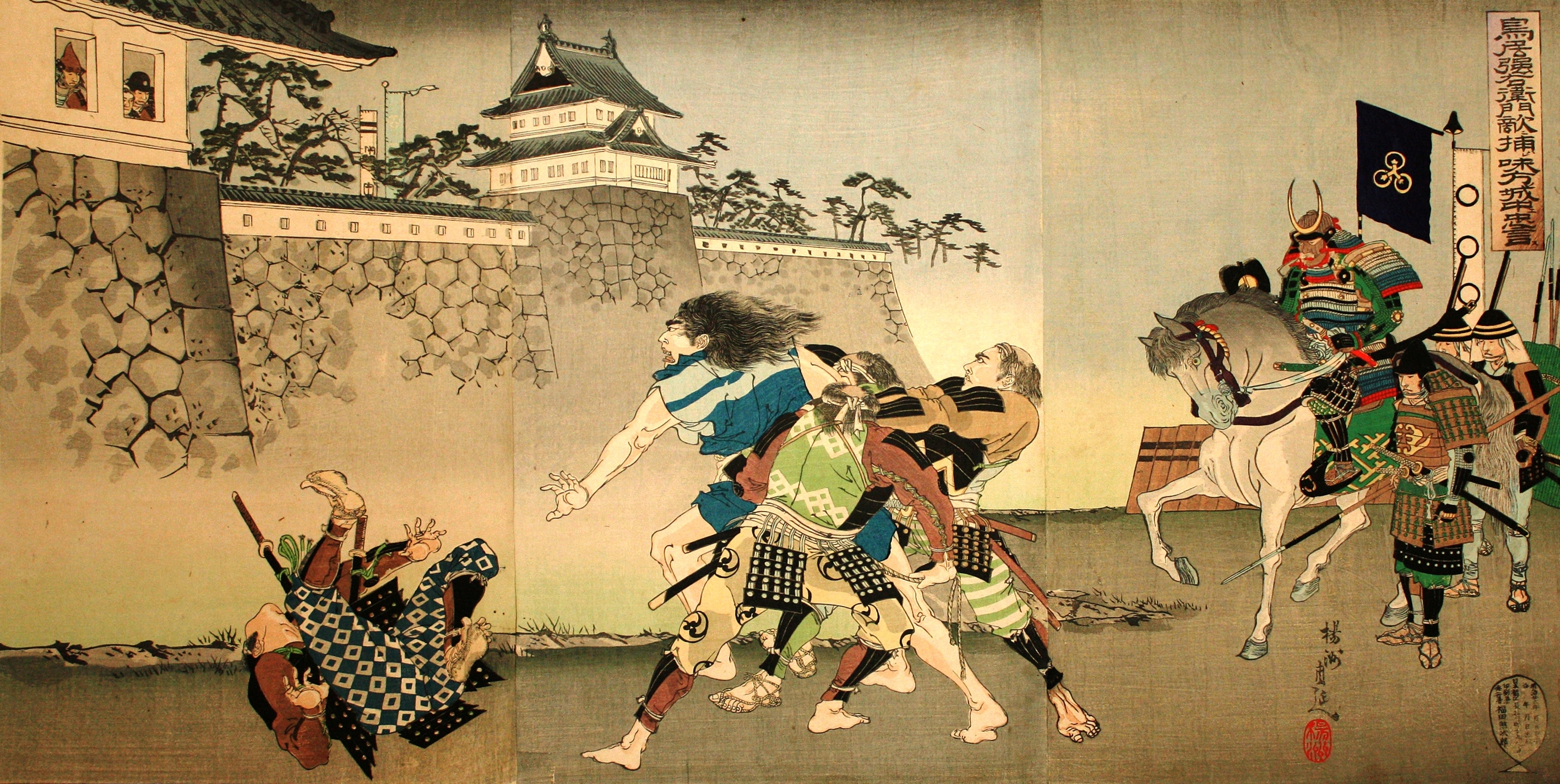
向城中傳遞最後訊息的鳥居強右衛門，由畫師楊洲周延著於明治26年（1893年）

### 被擒
16日凌晨，鳥居強右衛門再次折返到雁峰山，並同樣地點燃起烽煙，但當他嘗試從有海村（長篠城西岸）入城時，卻不巧遭已加強警戒的武田軍發覺並抓獲。強右衛門即時被押送去對方本陣，呈予武田氏當主勝頼審訊，勝頼由此得知織田．徳川聯軍來得比想像中更快，因此更加感到盡早攻陷長篠城的必要性。
為了挫敗長篠城士氣，使之及早放棄守城，勝頼命令強右衛門欺騙城兵，要他對城裡叫喊說謊，告訴他們援軍不會到來，而除了威逼以外，更以事成後換取武田家家臣之待遇去利誘他。
強右衛門表面上接受勝頼的指示，並被刑架立在長篠城西岸，以便靠近城裡呼喊。然而，強右衛門從一開始已經抱持必死的覺悟，根本無意出賣同僚以求富貴，他趕緊向城內的方向拚盡氣力大叫：「不出兩、三日，織田．德川援軍就會來到，再忍耐多一會兒啊」，由於吶喊聲甚為嘹亮，城裡士兵都能清楚地聽到，不少人更紛紛探頭往城外望。
這出乎意料的行動，把勝頼刺激至盛怒，當場對強右衛門處以磔刑殺死，並以長槍貫穿他的身體。不過，強右衛門的死況，都被城兵眾目睽睽所見到，他為盡忠義而壯烈犧牲，大大地激勵起長篠城的士氣，在援軍兩日後終於抵達期間，武田軍曾經對城堡要衝再發起多次攻擊，但都未能攻破該城。及至5月21日，織田．德川主軍在設樂原佈陣與武田決戰，並對敵方的鳶巢山砦施以突襲，終於順利解除圍城之困，並取得長篠之戰的勝利，為德川家稱霸東海道建立良好基礎。

## 異說
強右衛門的英勇事跡，主要是出於他孤身拯救長篠城的決心，但根據文獻《總見記》、《常山紀談》和《長篠日記》所述，則出現了異說的情況，它們指出在強右衛門當初逃出城池之際，或者還有另一位名叫鈴木金七郎重政的足輕同行，擔任第二使者的角色。
另外，在禪源寺（位於今愛知縣新城市）及川路村（今新城市川路）地區的古文書也流傳了近似的記載，其中《四戰紀聞》及《武徳大成記》指出，金七郎乃是強右衛門成功離城後，由長篠城裡再派遣去追隨及輔助他的人。
不過，在相對較正統的史料而言，無論是《寛永諸家系圖傳》和《寛政重修諸家譜》，以至明確記錄奧平家系的《三河物語》中所見，皆沒有金七郎這一人物的記述。
如果以野史為主的異說屬實，綜合多項資料可以大致推斷，強右衛門及金七郎是一同負擔向外求取援軍的任務，而兩人命運的分歧點，在於在岡崎城面見家康與信長之後，強右衛門選擇即時折返長篠城覆命，但金七郎卻停留了在岡崎，因此使到轟烈犧牲的英雄盛名，最後僅由強右衛門一人襲取。

## 死後
鳥居強右衞門堅持忠義的事跡，令無論是己方的長篠城守衛，還是敵方的武田軍士兵，都留下深刻無比的敬意。當強右衞門最後被處以磔刑時，奉命在旁近距離進行監督的，是武田家一位家臣落合道久，由於深受強右衞門的忠義之心感動，他後來把強右衞門受刑不屈的姿態描繪下來，從此以後當作自己家族的旗號（旗指物）使用，該旗幟的實物並一直保存迄今。
強右衛門的主家奥平一族，因為在此戰中堅韌果敢的表現，令城池久守不落，遂開始被德川家提拔及器重，從此家運步步高升，長篠會戰亦被形容為奧平家的「開運戰」。這點由家康在戰後把女兒龜姬嫁予奧平貞昌，便可以略見一二，兩人的四男及繼承人奧平忠明更受德川幕府倚賴重用，賜松平姓，令其提升至御一門的家格，又歷任江戸幕府宿老、西國探題等。而奧平貞昌本身因獲得織田信長的欣賞，故接受其送贈的偏諱「信」字，在長篠之戰後不久便改名為信昌。當時，除了信昌以外，能夠拜領信長偏諱的人不多，只有長宗我部信親以及松平信康。
出於強右衛門的名聲，他的嫡系子孫一直繼承沿用其名字，強右衛門之子．二代強右衛門信商，因父親的功績獲奧平家給予每年100石俸祿，出仕於奧平貞昌之子松平家治麾下，及後也有份參與關原之戰，更在京都擒獲西軍大將安國寺惠瓊立下大功，令俸祿倍增至200石。
在幕府成立後，貞昌四子奧平忠明成為家康養子，改姓為松平氏分家，二代強右衛門亦作為家臣跟隨左右，此後直至明治維新時的第13代強右衛門商次為止，其嫡系一直擔任奥平松平家的家老，在家中受到厚待。鳥居強右衛門的家系到現在仍然存續中。
強右衛門事跡的影響持續到後世，在1940年代的太平洋戰爭中，強右衛門無懼死亡、注重忠義的精神，就被當時日本政府的領導者利用，作為鼓勵士兵應戰及在被俘虜時選擇自殺的史例典範，1941年1月8日，日本陸軍大臣東條英機頒布《戰陣訓》中便有所提及，至1942年又上映了由日活製作的電影《鳥居強右衛門》，以收國民教育的宣傳之效。

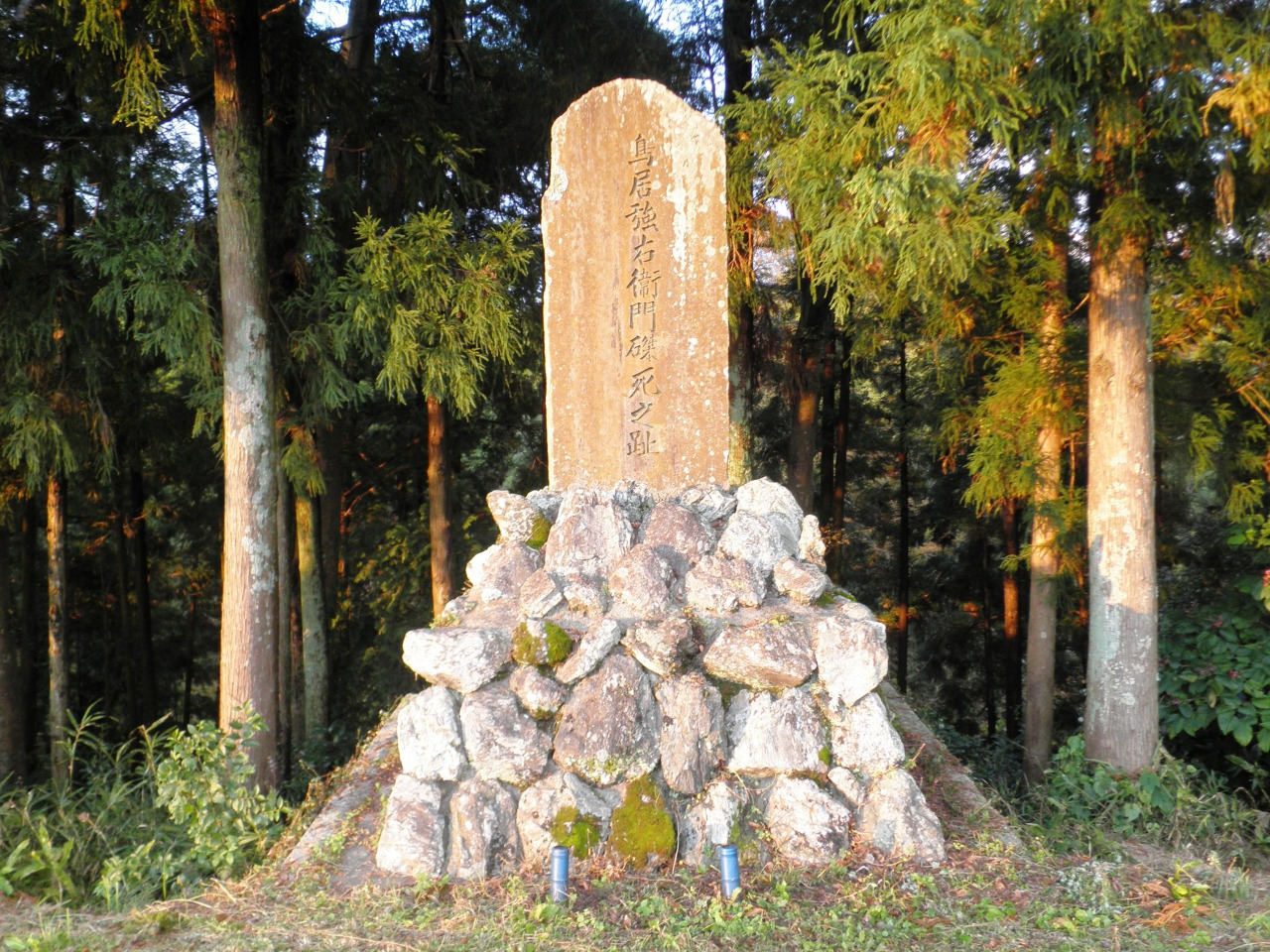
鳥居強右衛門磔死之碑（今愛知縣新城市）
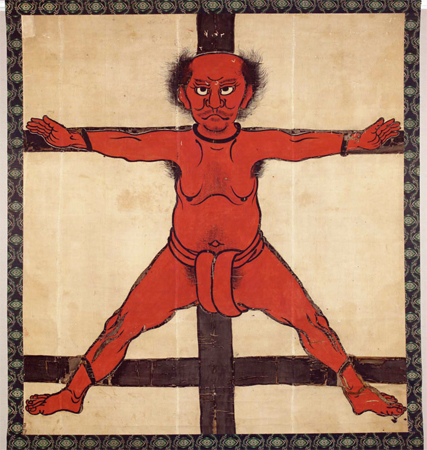
「落合左平次道次背旗，鳥居強右衛門勝商逆磔之圖」（東京大學藏品）
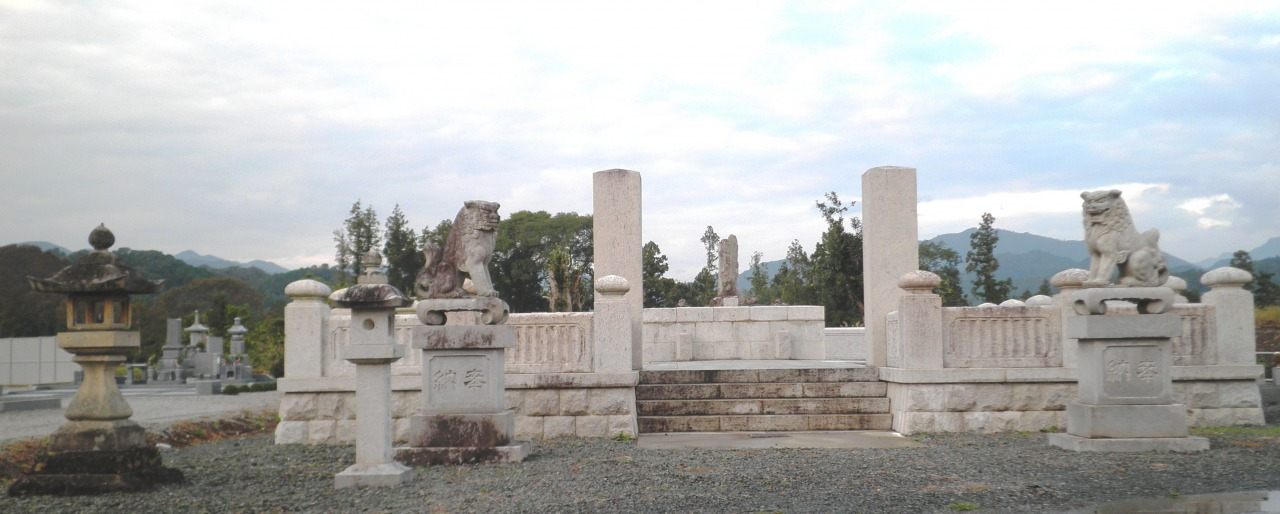
新昌寺內的鳥居強右衛門之墓（今愛知縣新城市）
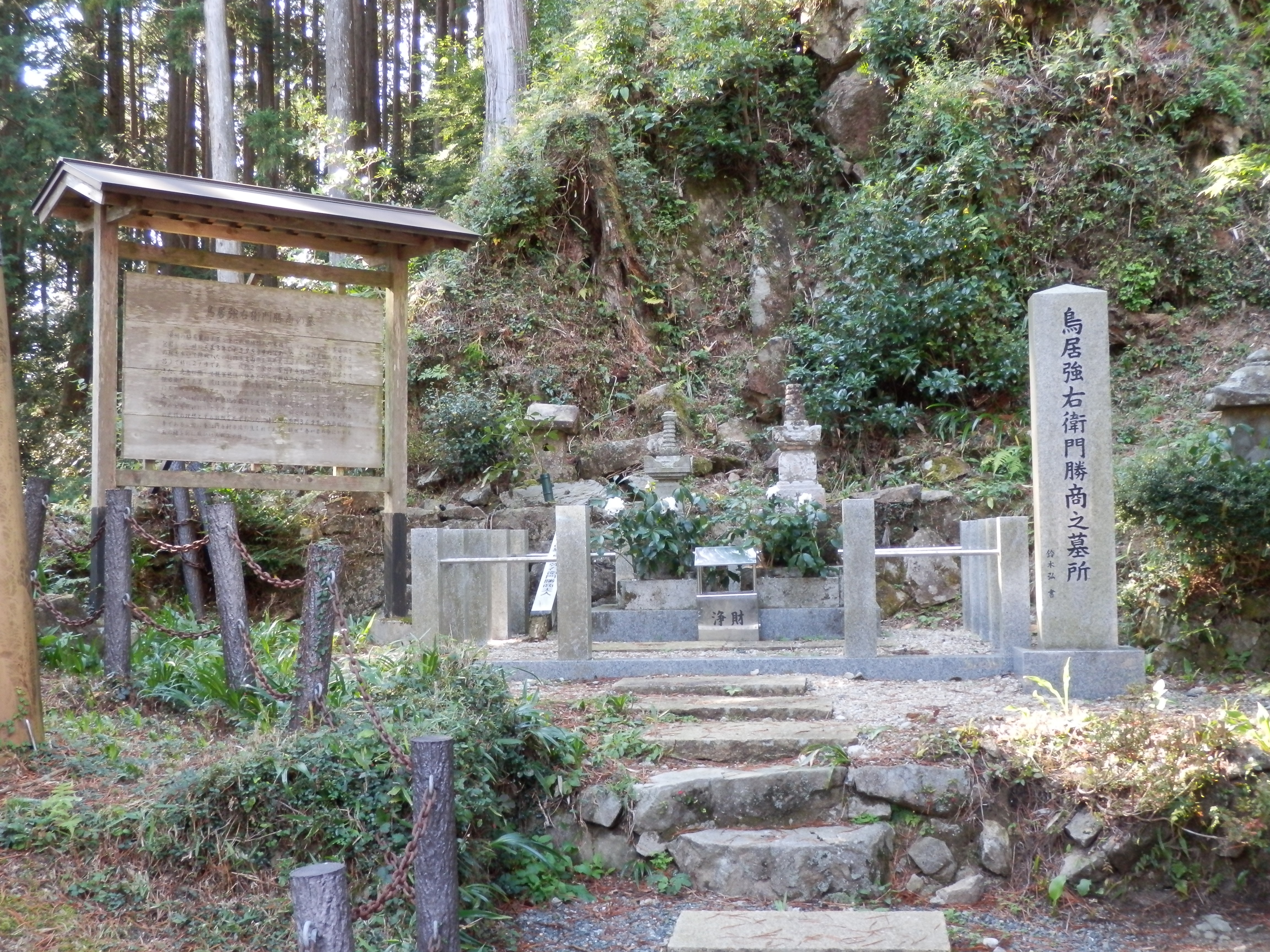
位於甘泉寺的鳥居強右衛門之墓（現愛知縣新城市）

## 相關作品

### 小說
- 『炎の武士』『忍びの風』池波正太郎著

### 電影、電視劇
- 『鳥居強右衛門』（1942年）松竹、小杉勇飾演
- 『太閤記』（1965年）NHK大河劇、北村和夫飾演
- 『新書太閤記』（1973年）朝日電視台、若山富三郎飾演
- 『徳川家康』（1983年）NHK大河劇、上條恒彦飾演
- 『織田信長』（1994年）東京電視台、船越英一郎飾演
- 『徳川の女』（1997年）東京電視台、苅谷俊介飾演
- 『試験に出る日本史』（2002年）北海道電視台、安田顯飾演
- 『世紀のワイドショー!ザ・今夜はヒストリー』（2012年）TBS、平山久能飾演
- 『怎麼辦家康』（2023年）NHK大河劇、岡崎體育飾演